# Орошхаза
О́рошхаза (венг. Orosháza) — город в медье Бекеш в Венгрии. Город занимает площадь 202,22 км2, на которой проживает 30 688 жителей. Является административным центром Орошхазаского яраша, культурным, образовательным и развлекательным центром региона.

## Расположение
Располагается в Южном Альфёльде, в западной части медье Бекеш, у его границы с реками Марош и Кёрёш. Равнинная сельская местность, несколько холмов расположены на севере. Реки только на окраине города. Озеро Gyopáros, которое дало название местной спа-и пляжу, имеет естественное происхождение.

## История
Название города означает «дом Ороша».
В центре города расположена лютеранская церковь, построенная в стиле позднего барокко между 1777 и 1830 годами. Колокол, сделанный первыми поселенцами из Зомбы, хранится перед алтарем церкви. В Орошхазе можно найти единственный музей колодцев в стране.
Другой достопримечательностью города является Дендрарий Rágyánszky, где можно увидеть более 2000 видов растений и их 6000 разновидностей.
Основными достопримечательностями являются музей Санто Ковач Яноса (деятеля аграрно-социалистического движения), Литературный дом памяти Йожефа Дарваша и Городская художественная галерея.

## Галерея

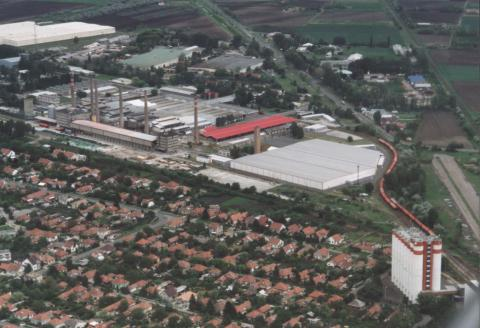
Фабрика стеклянных изделий
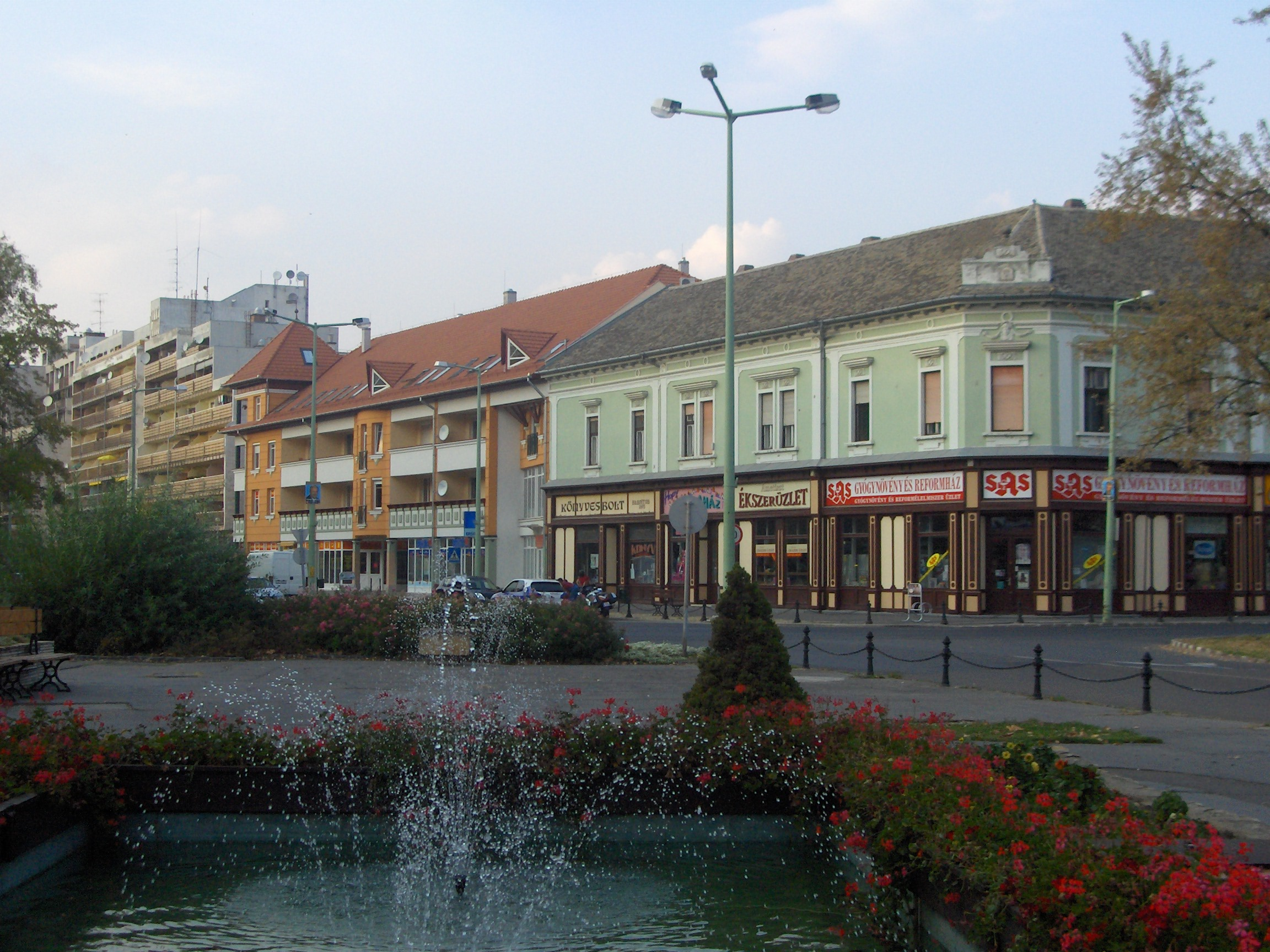
Центр Орошхазы
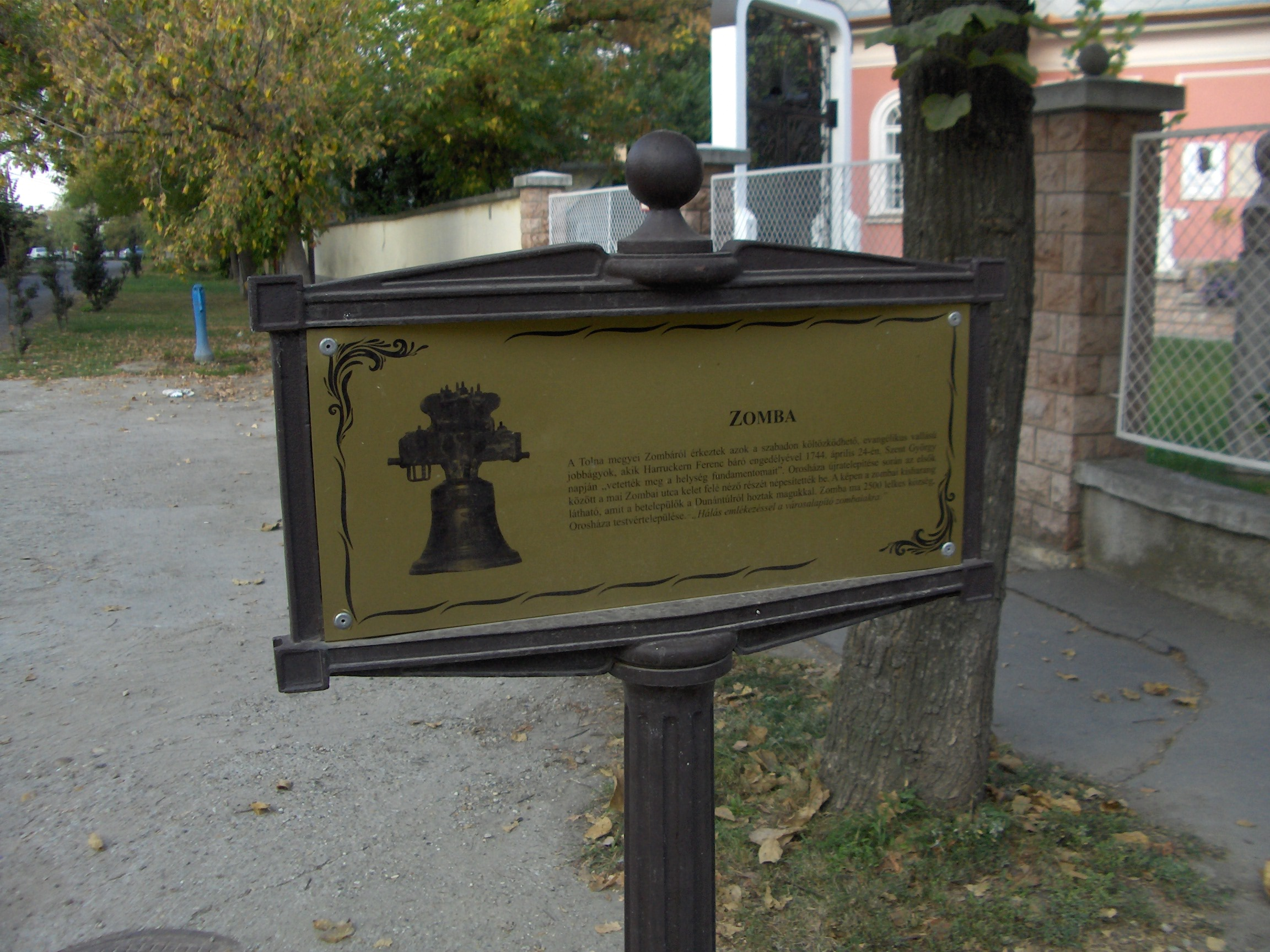
Знак Зомба
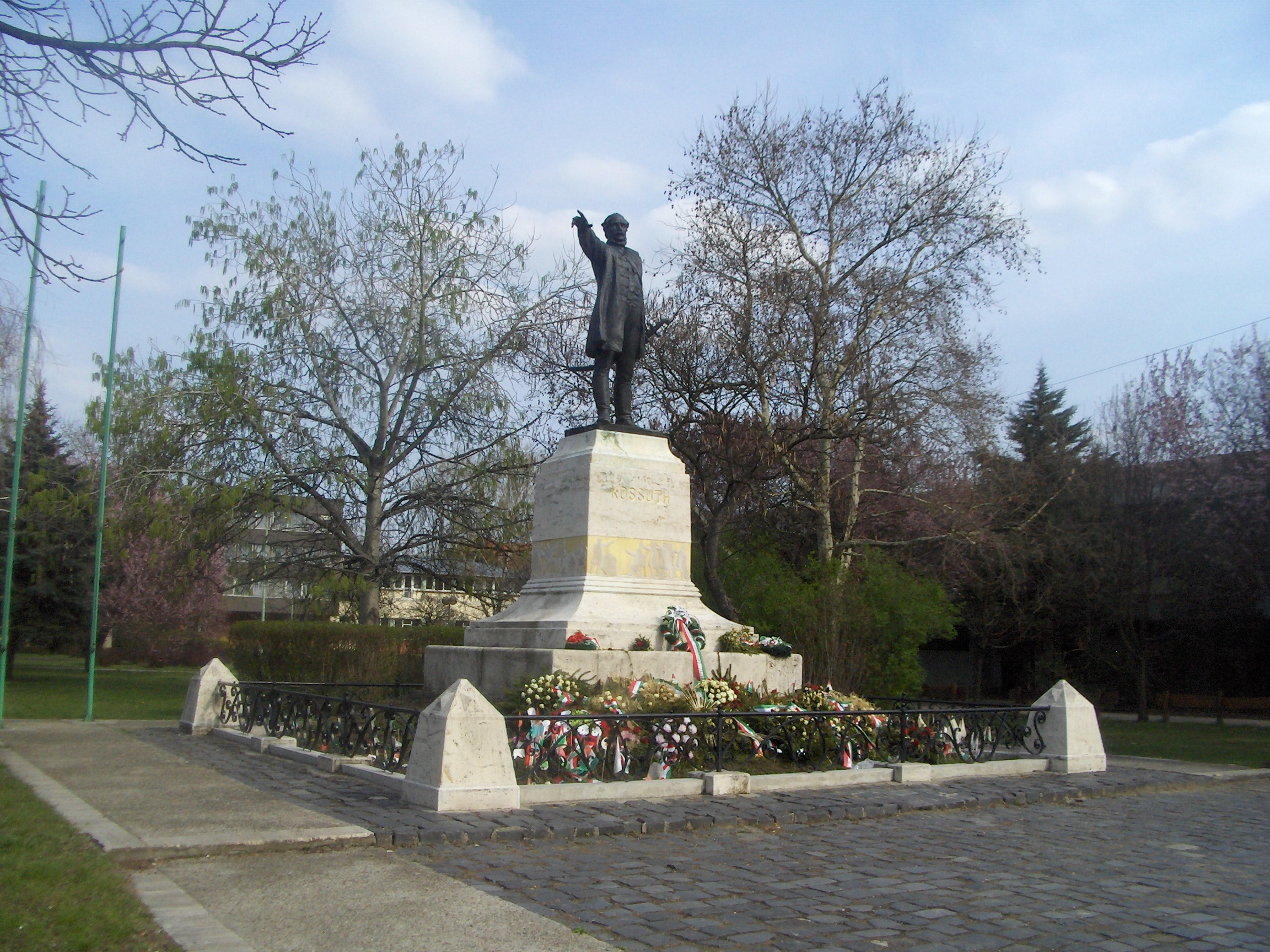
Памятник Лайошу Кошуту
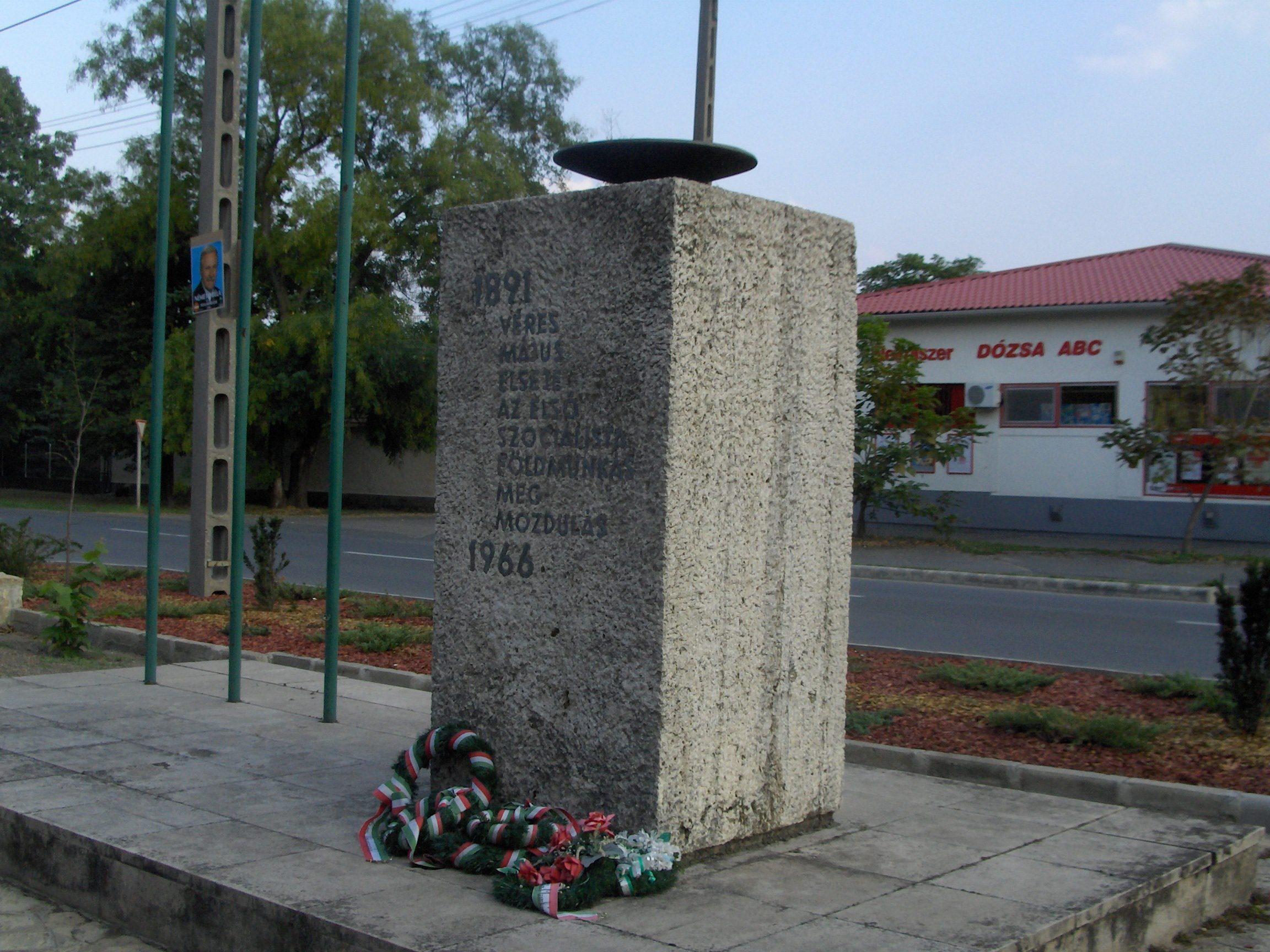
Памятник жертвам «Кровавого Первого Мая»
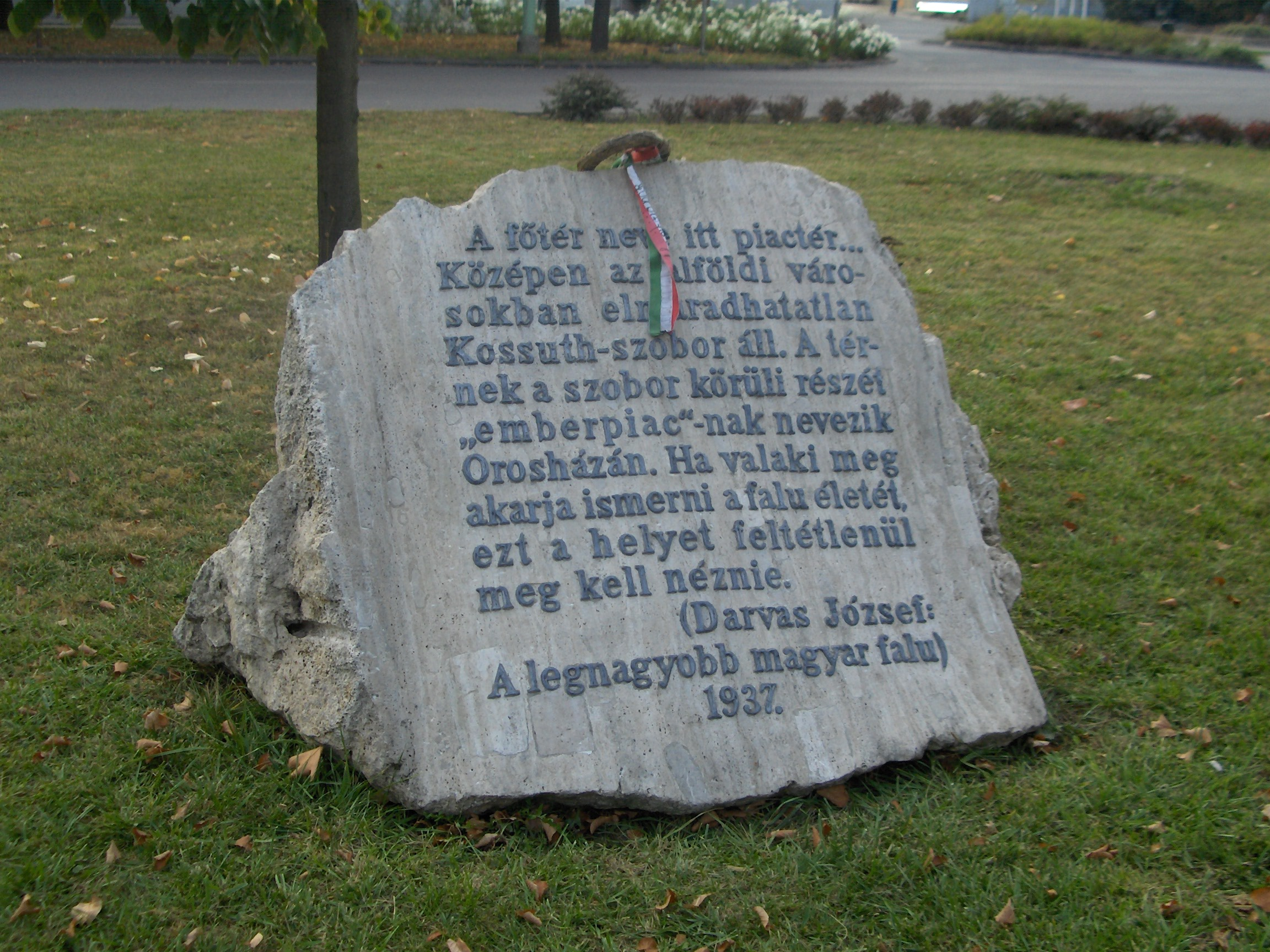
Памятник «крупнейшей венгерской деревне»

## Население
| Год  | Численность | Численность |
| ---- | ----------- | ----------- |
| 2013 | 28 888      | [ 5 ]       |
| 2014 | 28 665      | [ 6 ]       |
| 2018 | 27 492      | [ 7 ]       |
| 2021 | 26 528      | [ 8 ]       |
| 2022 | 25 783      | [ 9 ]       |
| 2023 | 25 472      | [ 10 ]      |
| 2024 | 25 206      | [ 3 ]       |

## Города-побратимы
- Бэиле-Тушнад, Румыния
- Зомба (Венгрия), Венгрия
- Карей, Румыния
- Куусанкоски, Финляндия
- Льянес, Испания
- Паньцзинь, Китай
- Србобран, Сербия